# Leptospermum micromyrtus
Leptospermum micromyrtus är en myrtenväxtart som beskrevs av Friedrich Anton Wilhelm Miquel. Leptospermum micromyrtus ingår i släktet Leptospermum och familjen myrtenväxter. Inga underarter finns listade i Catalogue of Life.